# Onze-Lieve-Vrouw met het Kind op haar schoot
Onze-Lieve-Vrouw met het Kind op haar schoot is een plastiek uit terracotta die Onze-Lieve-Vrouw en haar Kind Jezus voorstelt. Dit kunstwerk werd vervaardigd door Walter Pompe, lid van de Antwerpse Sint-Lucasgilde.

## Iconografie
Dit beeld is een klassieke voorstelling van Maria en het Kind. De moeder is gezeten op een wolkentroon, terwijl haar rechtervoet steunt op een engelenhoofd. Van het Kind ontbreekt de linkervoet. 

## Achtergrond
In de productie van heiligenbeelden door Pompe is Maria prominent aanwezig. Het wijst ook op de voorliefde die Pompe had voor dit thema. Ook de Mariaverering die de katholieke kerk sterk promootte via de contrareformatie zal hieraan hebben bijgedragen.

## Geschiedenis
Het werk kwam terecht in de privéverzameling van Charles Van Herck (inventarisnummer: CVH 19D). In 1997 werd het werk verworven door het Erfgoedfonds van de Koning Boudewijnstichting waarna het in 2000 in bruikleen werd toevertrouwd aan het KMSKA  (inventarisnummer: IB00.022).